# George Sauer, Jr.
Pour les articles homonymes, voir Sauer.
(en) Statistiques sur pro-football-reference
 George Henry Sauer Jr., né le 10 novembre 1943 à Sheboygan et décédé le 7 mai 2013 à Westerville, est un joueur américain de football américain.

## Biographie

### Enfance
Fils de l'entraîneur George Sauer, Sauer Jr étudie à la Waco High School de Waco avant d'entrer à l'université du Texas à Austin,.

### Carrière

#### Université
Joueur pendant deux saisons des Longhorns, il remporte le Cotton Bowl 1963 dans une saison voyant l'université être invaincue et remportant le titre de champion national. Sauer participe à de belles victoires pour l'université du Texas et se montre vraiment au poste de receveur. 

#### Professionnel
Alors que son père est directeur du personnel des Jets de New York, George Sauer est sélectionné par la franchise new-yorkaise à la draft de l'AFL 1965, intégrant l'équipe au même moment que Joe Namath. Le receveur fait une saison de rookie intéressante et décroche, en 1966, les honneurs de la deuxième équipe de la saison après avoir reçu 63 passes pour 1 079 yards et cinq touchdowns.
Sauer devient complémentaire avec son coéquipier Don Maynard et domine le classement des réceptions de la ligue en 1967 avec 75 ballons reçus pour 1 189 yards, devenant la cible favorite de Namath en 1968. L'attaquant est le receveur le plus sollicité du Super Bowl III pour les Jets et remporte le trophée face aux Colts de Baltimore. Après cette victoire, George Sauer Jr décide de quitter le milieu professionnel, dégoûté par la direction que prend le football américain de haut-niveau. Malgré une apparition chez les Hornets de Charlotte, en World Football League en 1974, il ne retrouve pas ses succès passés et prend sa retraite. 
Le 7 mai 2013, le receveur meurt des suites d'une insuffisance cardiaque et de complications à la suite de sa maladie d'Alzheimer.